# سامانثا ووماك
سامانثا ووماك (بالسويدية: Samantha Womack؛ بالإنجليزية: Samantha Womack) هي مغنية ومخرجة وممثلة سويدية وبريطانية، ولدت في 2 نوفمبر 1972 في برايتون في المملكة المتحدة.

## أعمال

### أفلام
- (2014)  الاستخبارات السرية

## وصلات خارجية
- سامانثا ووماك على موقع IMDb (الإنجليزية)
- سامانثا ووماك على موقع ألو سيني (الفرنسية)
- سامانثا ووماك على موقع ألو سيني (الفرنسية)
- سامانثا ووماك على موقع ميوزك برينز (الإنجليزية)
- سامانثا ووماك على موقع أول موفي (الإنجليزية)
- سامانثا ووماك على موقع قاعدة بيانات الأفلام السويدية (السويدية)
- سامانثا ووماك على موقع أول ميوزيك (الإنجليزية)
- سامانثا ووماك على موقع ديسكوغز (الإنجليزية)
- سامانثا ووماك على موقع قاعدة بيانات الفيلم (الإنجليزية)
- سامانثا ووماك على موقع كينوبويسك (الروسية)